# Ferdinand Gabin
 (septembre 2011).
Si vous disposez d'ouvrages ou d'articles de référence ou si vous connaissez des sites web de qualité traitant du thème abordé ici, merci de compléter l'article en donnant les références utiles à sa vérifiabilité et en les liant à la section « Notes et références ».
Pour les articles homonymes, voir Gabin et Moncorgé.
Ferdinand Gabin dit Gabin est un acteur et chanteur français né le 18 septembre 1868 à Paris 15e et mort le 19 novembre 1933 à Paris 18e.
Il est le père de l'acteur Jean Gabin (1904-1976).

## Biographie
Fils de Ferdinand Moncorgé, cordonnier puis chef-paveur à la Ville de Paris devenu conducteur de locomotive, et de Justine Gérum, Ferdinand Moncorgé (fils) naît le 18 septembre 1868 dans le 15e arrondissement de Paris. La famille Moncorgé est originaire de Mardore, près de Villefranche-sur-Saône, depuis au moins le début du XVIIe siècle : le grand-père de Ferdinand, Mathieu Moncorgé, est fileur de coton au hameau des Aidons.
Ferdinand quitte le domicile familial en 1885 à l'âge de 17 ans, car son père veut qu'il devienne dessinateur aux Ponts et chaussées, alors que le jeune homme est attiré par la scène. En 1885, il débute donc dans un petit concert de la rue du Château-d'Eau à Paris. C'est à ce moment-là qu'il prend le pseudonyme de Gabin (qu'il fera précéder de divers prénoms comme Georges, Joseph, Ferdinand ou Eugène), un nom qu'il a trouvé dans l'indicateur ferroviaire de son père.
Engagé au théâtre des Ternes en 1888, il y fait la connaissance de la chanteuse Madeleine – dite Hélène – Petit (1863-1918), avec laquelle il aura sept enfants, dont Ferdinand-Henri (1888-1939), Madeleine (1889-1970), Suzanne (1890-1891), Reine (1892-1952) et Jean Gabin Alexis (1904-1976), qui deviendra célèbre sous le pseudonyme de Jean Gabin. Le couple se marie le 11 juin 1901 à la mairie du 6e arrondissement.
Jean Gabin décrivait son père en ces termes :

« Le plus lointain souvenir d'enfance que j'ai conservé de lui est celui d'un homme qui “passait” chaque jour à la maison comme une sorte de mystérieux voyageur, et à des heures où le plus souvent je dormais. Il rentrait en effet tard, par le dernier train du soir [de ses représentations à La Cigale], dormait toute la matinée et repartait en début d'après-midi alors que je faisais ma sieste. Avec les années, ce fut à peu près la même chose, à la différence que lorsqu'il repartait j'étais à l'école ou en train de courir la campagne. »

Ferdinand Gabin meurt d'une embolie le 19 novembre 1933 à Paris 18e, à l'âge de 65 ans. Il est inhumé aux côtés de son épouse dans le cimetière de Mériel.

## Théâtre
- 1920 : Le Chasseur de chez Maxim's
- 1922 : Ta bouche : Jean
- 1923 : Là-haut : Saint Pierre
- 1923 : Madame : Romulus
- 1924 : Troublez-moi ! : M. Goulichou
- 1925 : PLM : Anatole Limace
- 1925 : Trois jeunes filles nues : le commandant Le Quérec
- 1926 : J'aime ! : le Général
- 1927 : Mercenary Mary
- 1928 : Une nuit au Louvre : M. Scravougnat
- 1928 : Déshabillez-vous ! : maître Cabage
- 1930 : Arsène Lupin banquier : le général / un rentier